# Offenburg

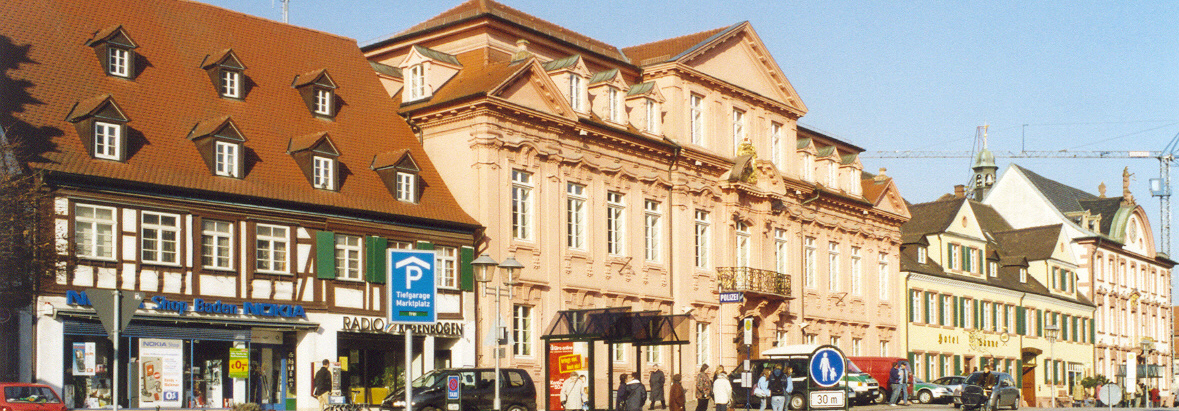
Clădiri din centrul orașului

Offenburg este un oraș din vestul landului Baden-Württemberg, aflat la circa 20 de km de Strasbourg, Franța.
Prima atestare documentară este din 1148.
Offenburg se învecinează cu comunele: Appenweier, Durbach,  Ortenberg (Baden), Ohlsbach, Gengenbach, Berghaupten, Hohberg, Schutterwald, Kehl și Willstätt.

## Zonele și stemele lor

Fessenbach
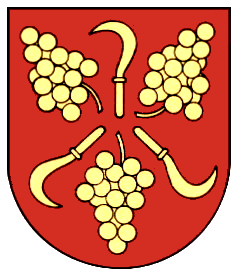
Zell-Weierbach
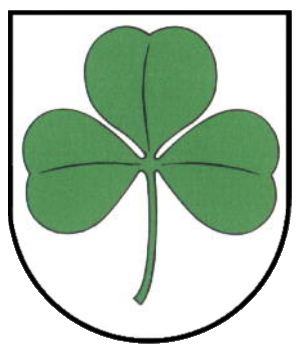
Bühl
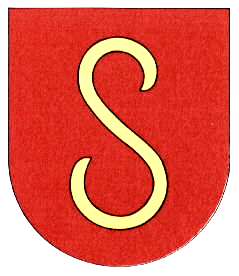
Elgersweier
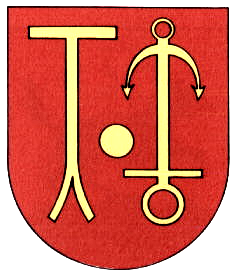
Griesheim
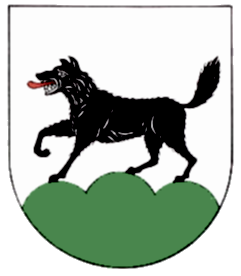
Rammersweier
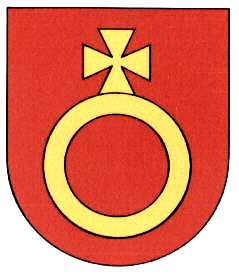
Waltersweier
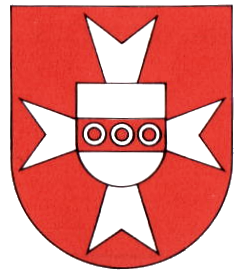
Weier
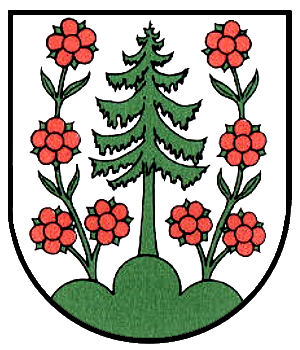
Zunsweier
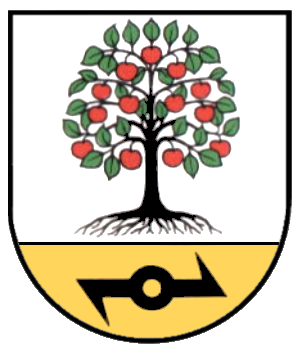
Bohlsbach
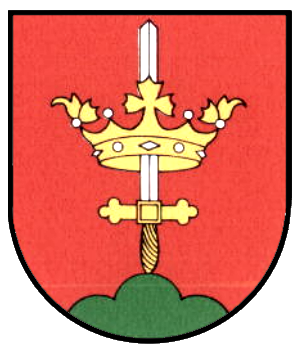
Windschläg

## Orașe înfrățite
- Lons-le-Saunier, Franța, din 1959
- Weiz, Austria, din 1964
- Borhamwood, Marea Britanie, din 1982
- Altenburg, Thuringia, seit 1988
- Olsztyn, Polonia, din 1999
- Pietra Ligure, Italien, din 2007

1. ↑   https://www.offenburg.de/de/leben-in-offenburg/buergerservice/alphabetischer-wegweiser/detail/_eben-in-offenburg/buergerservice/alphabetischer-wegweiser/detail/?buchstabe=o&id=6138&stichwortsuche=Oberb%C3%BCrgermeister, accesat în 23 aprilie 2025 Lipsește sau este vid: |title= (ajutor)
2. ↑  Alle politisch selbständigen Gemeinden mit ausgewählten Merkmalen am 31.12.2018 (4. Quartal) (în germană), Statistisches Bundesamt[*], arhivat din original la 10 martie 2019, accesat în 10 martie 2019